# Tunnel Pians-Quadratsch
Der Tunnel Pians-Quadratsch ist ein 1545 m langer zweiröhriger Straßentunnel im Zuge der S16 Arlberg Schnellstraße. Die Hälfte des Tunnels wurde bergmännisch, die andere Hälfte in offener Bauweise errichtet. 
Er umfährt in einer Kurve die leicht am Berghang liegenden Orte Pians und Quadratsch.
Die Anlage besteht aus zwei etwa gleich langen Tunneln, zwischen denen der in einem tiefen Graben eingeschnittene Lattenbach auf einer eingehausten Brücke überquert wird.

## Weblinks

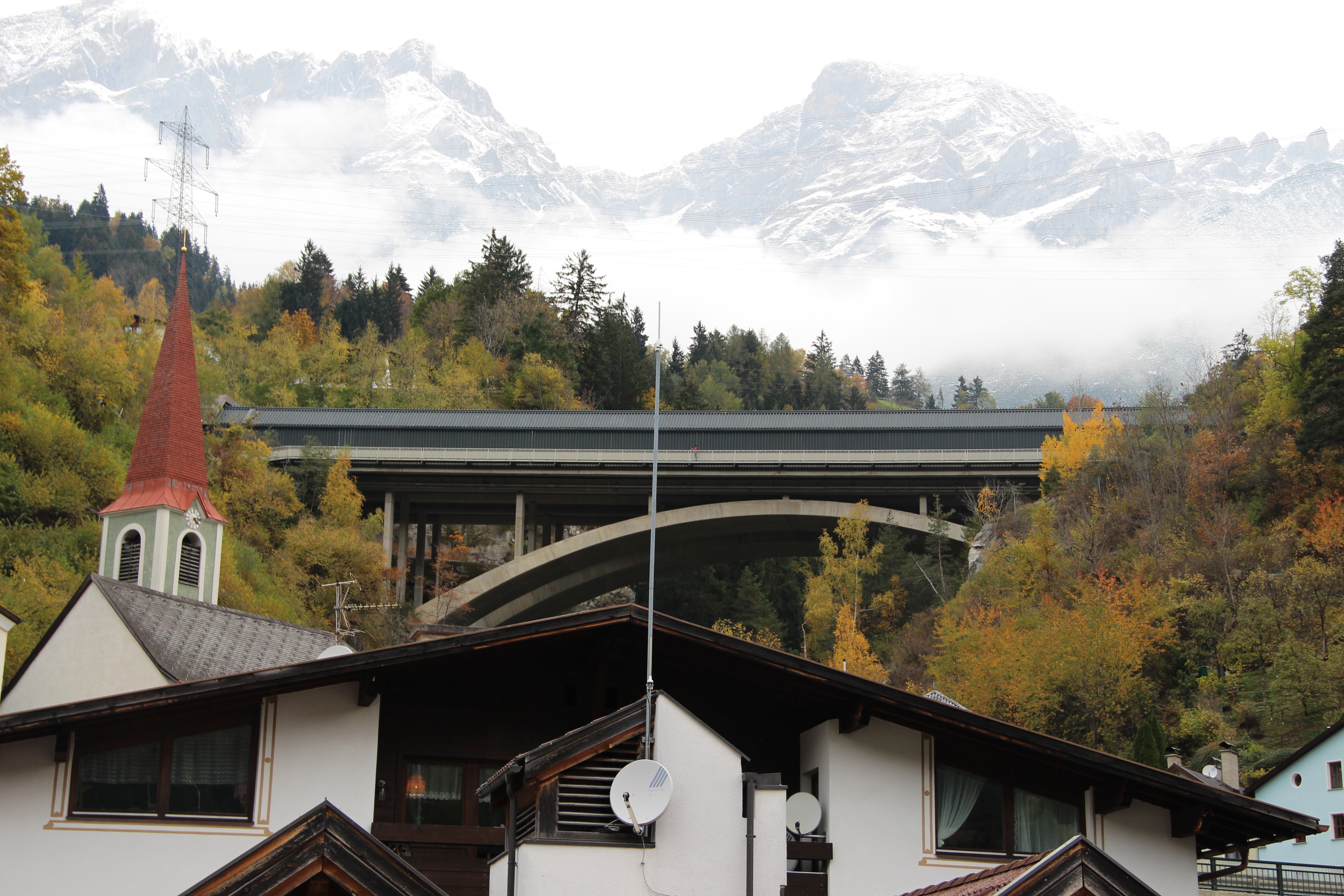
Die Lattenbachbrücke